# 各国教育列表
以下各国教育列出了世界各国（或地区）与部分特殊行政地区的教育条目，不仅包括被国际广泛承认的国家，也包括未被国际普遍承认的国家和海外属地，自治区与其他特殊政区。

## A
- 阿尔巴尼亚教育 - 阿尔巴尼亚
- 阿尔及利亚教育 - 阿尔及利亚
- 阿富汗教育 - 阿富汗
- 阿根廷教育 - 阿根廷
- 阿拉伯联合酋长国教育 - 阿拉伯联合酋长国
- 阿曼教育 - 阿曼
- 阿塞拜疆教育 - 阿塞拜疆
- 埃及教育 - 埃及
- 埃塞俄比亚教育 - 埃塞俄比亚
- 爱尔兰共和国教育 - 爱尔兰共和国
- 爱沙尼亚教育 - 爱沙尼亚
- 安道尔教育 - 安道尔
- 安哥拉教育 - 安哥拉
- 安提瓜和巴布达教育 - 安提瓜和巴布达
- 奥地利教育 - 奥地利
- 澳大利亚教育 - 澳大利亚
- 澳门教育 - 澳門特別行政區

## B
- 巴巴多斯教育 - 巴巴多斯
- 巴布亚新几内亚教育 - 巴布亚新几内亚
- 巴哈马教育 - 巴哈马
- 巴基斯坦教育 - 巴基斯坦
- 巴拉圭教育 - 巴拉圭
- 巴勒斯坦教育 - 巴勒斯坦
- 巴林教育 - 巴林
- 巴拿马教育 - 巴拿马
- 巴西教育 - 巴西
- 白俄罗斯教育 - 白俄罗斯
- 保加利亚教育 - 保加利亚
- 贝宁教育 - 贝宁
- 比利时教育 - 比利时
- 秘鲁教育 - 秘鲁
- 冰岛教育 - 冰岛
- 波兰教育 - 波兰
- 波斯尼亚和黑塞哥维那教育 - 波斯尼亚和黑塞哥维那
- 玻利维亚教育 - 玻利维亚
- 伯利兹教育 - 伯利兹
- 博茨瓦纳教育 - 博茨瓦纳
- 不丹教育 - 不丹
- 布基纳法索教育 - 布基纳法索
- 布隆迪教育 - 布隆迪

## C
- 教育 - 朝鲜民主主义人民共和国
- 赤道几内亚教育 - 赤道几内亚

## D
- 丹麦教育 - 丹麦
- 德国教育 - 德国
- 东帝汶教育 - 东帝汶
- 多哥教育 - 多哥
- 多明尼加教育 - 多明尼加
- 多米尼克教育 - 多米尼克

## E
- 俄罗斯教育 - 俄罗斯
- 厄瓜多尔教育 - 厄瓜多尔
- 厄立特里亚教育 - 厄立特里亚

## F
- 法国教育 - 法国
- 梵蒂冈教育 - 梵蒂冈
- 菲律宾教育 - 菲律宾
- 斐济教育 - 斐济
- 芬兰教育 - 芬兰
- 佛得角教育 - 佛得角

## G
- 冈比亚教育 - 冈比亚
- 刚果共和国教育 - 刚果共和国
- 刚果民主共和国教育 - 刚果民主共和国
- 哥伦比亚教育 - 哥伦比亚
- 哥斯达黎加教育 - 哥斯达黎加
- 格林纳达教育 - 格林纳达
- 格鲁吉亚教育 - 格鲁吉亚
- 根西岛教育 - 根西岛（英国）
- 古巴教育 - 古巴
- 圭亚那教育 - 圭亚那

## H
- 哈萨克斯坦教育 - 哈萨克斯坦
- 海地教育 - 海地
- 教育 - 韓國教育
- 荷兰教育 - 荷兰
- 香港教育 - 香港
- 教育-
- 洪都拉斯教育 - 洪都拉斯

## J
- 基里巴斯教育 - 基里巴斯
- 吉布提教育 - 吉布提
- 吉尔吉斯斯坦教育 - 吉尔吉斯斯坦
- 几内亚教育 - 几内亚
- 几内亚比绍教育 - 几内亚比绍
- 加拿大教育 - 加拿大
- 加纳教育 - 加纳
- 加蓬教育 - 加蓬
- 柬埔寨教育 - 柬埔寨
- 捷克教育 - 捷克
- 津巴布韦教育 - 津巴布韦

## K
- 喀麦隆教育 - 喀麦隆
- 卡塔尔教育 - 卡塔尔
- 科摩罗教育 - 科摩罗
- 科特迪瓦教育 - 科特迪瓦
- 科威特教育 - 科威特
- 克罗地亚教育 - 克罗地亚
- 肯尼亚教育 - 肯尼亚

## L
- 拉脱维亚教育 - 拉脱维亚
- 莱索托教育 - 莱索托
- 老挝教育 - 老挝
- 黎巴嫩教育 - 黎巴嫩
- 立陶宛教育 - 立陶宛
- 利比里亚教育 - 利比里亚
- 利比亚教育 - 利比亚
- 列支敦士登教育 - 列支敦士登
- 卢森堡教育 - 卢森堡
- 卢旺达教育 - 卢旺达
- 罗马尼亚教育 - 罗马尼亚

## M
- 马达加斯加教育 - 马达加斯加
- 马尔代夫教育 - 马尔代夫
- 马耳他教育 - 马耳他
- 马拉维教育 - 马拉维
- 马来西亚教育 - 马来西亚
- 马里教育 - 马里
- 马其顿教育 - 马其顿
- 马绍尔群岛教育 - 马绍尔群岛
- 毛里求斯教育 - 毛里求斯
- 毛里塔尼亚教育 - 毛里塔尼亚
- 美国教育 - 美国
- 蒙古教育 - 蒙古
- 孟加拉国教育 - 孟加拉国
- 密克罗尼西亚联邦教育 - 密克罗尼西亚联邦
- 缅甸教育 - 缅甸
- 摩尔多瓦教育 - 摩尔多瓦
- 摩洛哥教育 - 摩洛哥
- 摩纳哥教育 - 摩纳哥
- 莫桑比克教育 - 莫桑比克
- 墨西哥教育 - 墨西哥

## N
- 纳米比亚教育 - 纳米比亚
- 南非教育 - 南非
- 瑙鲁教育 - 瑙鲁
- 尼泊尔教育 - 尼泊尔
- 尼加拉瓜教育 - 尼加拉瓜
- 尼日尔教育 - 尼日尔
- 教育 -
- 纽埃教育 - 纽埃
- 挪威教育 - 挪威

## P
- 帕劳教育 - 帕劳
- 葡萄牙教育 - 葡萄牙

## R
- 日本教育 - 日本
- 瑞典教育 - 瑞典
- 瑞士教育 - 瑞士

## S
- 萨尔瓦多教育 - 萨尔瓦多
- 萨摩亚教育 - 萨摩亚
- 塞尔维亚教育 - 塞尔维亚
- 塞拉利昂教育 - 塞拉利昂
- 塞内加尔教育 - 塞内加尔
- 塞浦路斯教育 - 塞浦路斯
- 塞舌尔教育 - 塞舌尔
- 沙特阿拉伯教育 - 沙特阿拉伯
- 圣多美和普林西比教育 - 圣多美和普林西比
- 圣基茨和尼维斯教育 - 圣基茨和尼维斯
- 圣卢西亚教育 - 圣卢西亚
- 圣马力诺教育 - 圣马力诺
- 圣文森特和格林纳丁斯教育 - 圣文森特和格林纳丁斯
- 斯里兰卡教育 - 斯里兰卡
- 斯洛伐克教育 - 斯洛伐克
- 斯洛文尼亚教育 - 斯洛文尼亚
- 斯威士兰教育 - 斯威士兰
- 苏丹教育 - 苏丹
- 苏里南教育 - 苏里南
- 所罗门群岛教育 - 所罗门群岛
- 索马里教育 - 索马里

## T
- 塔吉克斯坦教育 - 塔吉克斯坦
- 泰国教育 - 泰国
- 坦桑尼亚教育 - 坦桑尼亚
- 汤加教育 - 汤加
- 特立尼达和多巴哥教育 - 特立尼达和多巴哥
- 突尼斯教育 - 突尼斯
- 图瓦卢教育 - 图瓦卢
- 土耳其教育 - 土耳其
- 土库曼斯坦教育 - 土库曼斯坦
- 台灣教育 - 台灣

## W
- 瓦努阿图教育 - 瓦努阿图
- 危地马拉教育 - 危地马拉
- 委内瑞拉教育 - 委内瑞拉
- 文莱教育 - 文莱
- 乌干达教育 - 乌干达
- 乌克兰教育 - 乌克兰
- 乌拉圭教育 - 乌拉圭
- 乌兹别克斯坦教育 - 乌兹别克斯坦

## X
- 西班牙教育 - 西班牙
- 西撒哈拉教育 - 西撒哈拉
- 希腊教育 - 希腊
- 香港教育 - 香港特別行政區
- 新加坡教育 - 新加坡
- 新西兰教育 - 新西兰
- 匈牙利教育 - 匈牙利
- 叙利亚教育 - 叙利亚

## Y
- 牙买加教育 - 牙买加
- 亚美尼亚教育 - 亚美尼亚
- 也门教育 - 也门
- 伊拉克教育 - 伊拉克
- 伊朗教育 - 伊朗
- 以色列教育 - 以色列
- 意大利教育 - 意大利
- 印度教育 - 印度
- 印度尼西亚教育 - 印度尼西亚
- 英国教育 - 英国
- 约旦教育 - 约旦
- 越南教育 - 越南

## Z
- 赞比亚教育 - 赞比亚
- 乍得教育 - 乍得
- 智利教育 - 智利
- 中非教育 - 中非
- 中国教育 - 中国